# Pottstown
Pottstown és un burg dins el comtat de Montgomery, Pennsilvània, Estats Units ubicat aproximadament a 55 km al nord-oest de Filadèlfia i a 32 km cap al sud-est de Reading, al riu Schuylkill. Pottstown va ser fundat el 1752-53 i anomenat Pottsgrove en honor del seu fundador, John Potts. El nom vell va ser abandonat quan es va incorporar com a burg el 1815. El 1888, els límits del burg foren considerablement ampliats.